# توموياسو أساوكا
توموياسو أساوكا (باليابانية: 浅岡 朝泰) (6 أبريل 1962 في طوكيو في اليابان – 6 أكتوبر 2021)؛ هو لاعب كرة قدم ياباني سابق كان يلعب كلاعب وسط. سبق له أن لعب مع منتخب اليابان.

## وصلات خارجية
- توموياسو أساوكا على موقع قاعدة بيانات كرة القدم.إي يو (الإنجليزية)
- توموياسو أساوكا على موقع ناشيونال فوتبول تيمز (الإنجليزية)
- توموياسو أساوكا على موقع عالم كرة القدم.نت (الإنجليزية)